# Louis von Engelbrechten
Louis von Engelbrechten (* 6. Dezember 1818 in Stade; † 5. Juni 1893) war ein hannoverisch-preußischer Polizei- und Verwaltungsjurist.

## Leben
Louis von Engelbrechten stammte aus dem hannoverschen Zweig der Familie (von) Engelbrecht(en). Er studierte Rechtswissenschaften an der Universität Göttingen und wurde dort 1838 Mitglied des Corps Bremensia. Nach dem Studium trat er 1843 als Auditor in den hannoverschen Staatsdienst ein. Bei der 1852 durchgeführten Trennung von Verwaltung und Justiz in Hannover wurde er Amtsrichter am neu eingerichteten Amtsgericht Bersenbrück und 1859 als Polizeidirektor nach Celle versetzt. 1862 wurde er Nachfolger des hannoverschen Generalpolizeidirektors Karl Wermuth. Als Generalpolizeidirektor unterstand ihm das gesamte Pass- und Fremdenwesen im Königreich Hannover. Unter Engelbrechtens Führung verlor die Residenzpolizei in Hannover ihren von seinem Vorgänger herausgearbeiteten großen Einfluss im Königreich. Aufgrund seines Amtes war er ordentliches Mitglied im Hannoverschen Staatsrat. Nach der Annexion Hannovers durch Preußen 1866 wurde er 1868 Amtmann, später Kreishauptmann im Amt Gronau (Leine). In diesem Amt blieb er, 1874 zum preußischen Geheimen Regierungsrat befördert, bis zur Aufhebung des Amtes durch die Kreisreform 1885.
Er war seit 1850 mit Amalie Ernestine Katharine Komtesse von Münnich (1824–1893), einer Tochter des Oldenburgischen Oberkammerherrn Friedrich Franz Graf von Münnich (1788–1870) und der Luise von Plessen (1790–1876), verheiratet.

## Auszeichnungen
- Königlicher Kronen-Orden (Preußen), 2. Klasse[7]
- Guelphen-Orden, Ritter (1863)[8]
- Albrechts-Orden, Komtur II. Klasse
- Orden der Württembergischen Krone, Commandeur